# 東歐國家組

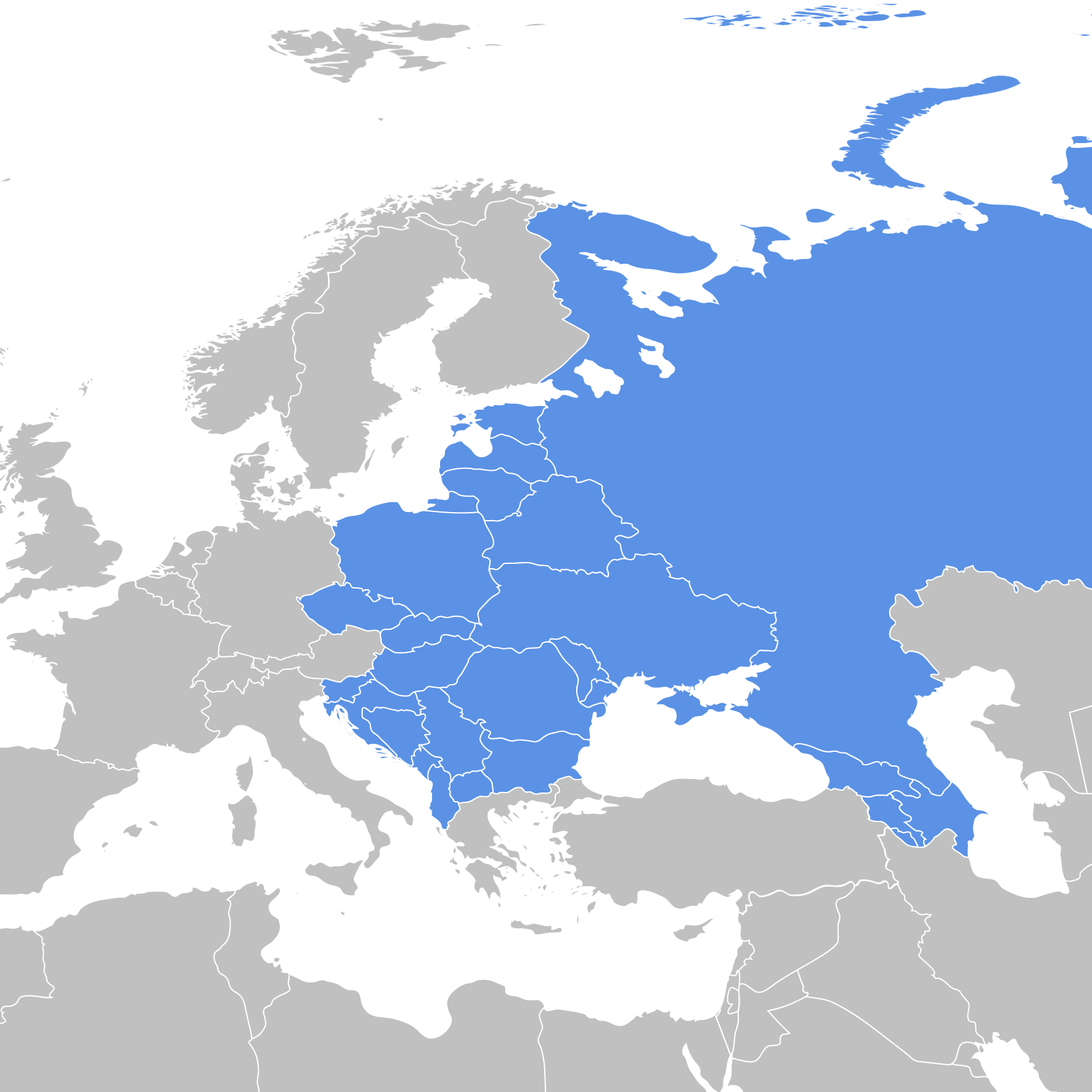
現東歐國家組成員國。

東歐國家組是聯合國5個區域集團之一，由23個來自東歐、中歐及南歐的會員國組成。
與其他區域集團一樣，東歐國家組是一個無約束力的組織，成員之間可能會討論或協調對區內及國際事務的觀點，亦會以區域集團為單位分配聯合國組織和領導職位的名額。

## 歷史
在1964年聯合國建立區域集團制度前，聯合國安全理事會的非常任理事國已經設置了一個東歐及亞洲席位，由東歐國家，以及部分來自現亞洲－太平洋國家組或西歐和其他國家組的國家出任。
自建立以來，東歐國家組的成員因區內國家解體而變遷，包括1991年解體的蘇聯、1991年至1996年間解體的南斯拉夫與1993年分裂的捷克斯洛伐克。東歐國家組亦因兩德統一而失去一名成員，即德意志民主共和國（東德）。

## 成員

### 現有成員
東歐國家組現在共有23個成員國。
- 阿尔巴尼亚
- 亞美尼亞
- 白俄羅斯[a]
- 波斯尼亞和黑塞哥維那
- 保加利亚
- 捷克共和國
- 爱沙尼亚
- 匈牙利
- 拉脫維亞
- 立陶宛
- 摩爾多瓦共和國
- 蒙特內哥羅
- 北馬其頓
- 波蘭
- 羅馬尼亞
- 俄羅斯聯邦[b]
- 塞爾維亞
- 斯洛伐克
- 斯洛維尼亞
- 乌克兰[c]

### 過去成員
- 捷克斯洛伐克（1966－1993）
- 南斯拉夫（1966－1992）
- 德意志民主共和國（1973－1990）
- 南斯拉夫（1992－2006）

## 代表
東歐國家組擁有聯合國安全理事會的兩個席位，包括俄羅斯的常任理事國席位和一個目前由阿爾巴尼亞出任的非常任理事國席位，在經濟及社會理事會及人權理事會也分別設有6個席位。東歐國家組可以在以2和7為尾數的年份推選代表擔任聯合國大會主席，最近一次為2017年的大會第76屆會議，由來自斯洛伐克的米羅斯拉夫·萊恰克出任大會主席。

### 安全理事會
東歐國家組在安全理事會共擁有2個代表席位，其中一個為俄羅斯的常任理事國席位，另一個則為2年一任的非常任理事國。目前的席位代表為：
| 國家       | 任期       |
| ---------- | ---------- |
| 俄羅斯聯邦 | 常任理事國 |
| 阿尔巴尼亚 | 2022－2023 |

### 經濟及社會理事會
東歐國家組在經濟及社會理事會共擁有6個代表席位，席位以3年為任期。目前的席位代表為：
| 國家       | 任期       |
| ---------- | ---------- |
| 亞美尼亞   | 2019－2021 |
| 乌克兰     | 2019－2021 |
| 拉脫維亞   | 2020－2022 |
| 蒙特內哥羅 | 2020－2022 |
| 俄羅斯聯邦 | 2020－2022 |
| 保加利亚   | 2021－2023 |

### 人權理事會
東歐國家組在人權理事會共擁有6個代表席位，席位以3年為任期。目前的席位代表為：
| 國家       | 任期       |
| ---------- | ---------- |
| 保加利亚   | 2019－2021 |
| 捷克共和國 | 2019－2021 |
| 亞美尼亞   | 2020－2022 |
| 波蘭       | 2020－2022 |
| 俄羅斯聯邦 | 2021－2023 |
| 乌克兰     | 2021－2023 |

### 大會主席
東歐國家組在以2或7為尾數的年份，有權選出一名代表擔任該屆大會的大會主席，1963年至今已有12任來自東歐組的大會主席。
| 年份 | 屆次 | 大會主席                  | 國家             |
| ---- | ---- | ------------------------- | ---------------- |
| 1967 | 22   | 科爾內留·曼內斯庫         | 羅馬尼亞         |
| 1972 | 27   | 斯坦尼斯瓦夫·特雷普欽斯基 | 波蘭             |
| 1977 | 32   | 拉扎爾·莫伊索夫           | 南斯拉夫         |
| 1982 | 37   | 伊姆雷·霍拉伊             | 匈牙利           |
| 1987 | 42   | 彼得·弗洛林               | 德意志民主共和國 |
| 1992 | 47   | 斯托揚·加內夫             | 保加利亚         |
| 1997 | 52   | 赫納迪·烏多文科           | 乌克兰           |
| 2002 | 57   | 楊·卡萬                   | 捷克             |
| 2007 | 62   | 斯爾詹·克里姆             | 北馬其頓         |
| 2012 | 67   | 武克·耶雷米奇             | 塞爾維亞         |
| 2017 | 72   | 米羅斯拉夫·萊恰克         | 斯洛伐克         |
| 2022 | 77   | 克勒希·乔鲍               | 匈牙利           |

## 成員變遷
| 年份       | 成員數 | 備注                                                   |
| ---------- | ------ | ------------------------------------------------------ |
| 1966－1973 | 10     | 東方集團，時為蘇聯加盟國的烏克蘭及白俄羅斯擁有獨立席位 |
| 1973－1990 | 11     | 德意志民主共和國加入                                   |
| 1990       | 10     | 兩德統一（統一後的德國為西歐和其他國家組成員）         |
| 1991       | 13     | 波羅的海國家自蘇聯獨立                                 |
| 1992       | 20     | 蘇聯解體、南斯拉夫解體                                 |
| 1993－2006 | 22     | 天鵝絨分離、馬其頓自南斯拉夫獨立                       |
| 2006－     | 23     | 黑山自塞爾維亞和黑山獨立                               |